# José Lopes de Oliveira
José Lopes de Oliveira (Vitória, 10 de abril de 1927 — Rio de Janeiro, 17 de setembro de 2005) foi um advogado e servidor público brasileiro.
Filho de Ivan de Oliveira e Aurelia Pedrinha Carlos. Descendente da família Calmon Nogueira da Gama. Casado com Zenita Serrano de Oliveira.
Desempenhou várias funções públicas de grande destaque. Foi assessor dos Ministros Oswaldo Aranha, no Governo de Getúlio Vargas, e de Carvalho Pinto. Assessorou os Presidentes do Banco do Brasil, Sebastião Paes de Almeida e Ney Galvão. Atuou no Governos Juscelino Kubitschek, onde integrou a equipe do Plano de Metas. Atuou também no governo de João Goulart. Esteve em missão na França, junto ao Presidente Charles de Gaulle, por ocasião do que foi conhecida como a Guerra da Lagosta. Foi diretor da Superintendência Nacional da Marinha Mercante - SUNAMAN. Fez parte do Conselho da Companhia Siderúrgica Nacional.
No início de 1970, José Lopes de Oliveira foi indicado pelo presidente Emílio Garrastazu Médici, apoiado pelo general Mário Andreazza., para o cargo de presidente do IRB - Instituto de Resseguros do Brasil. Presidiu o IRB por maior tempo em sua história. Durante sua gestão, ele transferiu para o mercado segurador tarefas técnicas antes exclusivamente do IRB fazendo com que estas empresas fossem incentivadas a formar um corpo técnico e se capitalizar, o que resultou em um aumento do seu poder de retenção. Em 1971, fundou a Escola Nacional de Seguros (Funenseg).
Em 15 de março de 1979 é nomeado para a presidência do BNH - Banco Nacional da Habitação, tendo se exonerado em 29 de novembro de 1983. Durante este período fez parte do Conselho Monetário Nacional.
Na década de 90 conduziu a ABBR.
José Lopes de Oliveira foi recipiente, entre outras, das seguintes medalhas: Medalha Mérito Tamandaré, Ordem do Mérito Militar, Ordem do Mérito Naval (grau de comendador) e Ordem do Ipiranga (São Paulo, grau de comendador).